# Georg Schneider (Fußballspieler, 1892)
Georg „Schorschl“ Schneider (* 22. April 1892; † 5. Januar 1961) war ein deutscher Fußballspieler. Er war für den FC Bayern München und die A-Nationalmannschaft aktiv.

## Laufbahn
Seine ersten fußballsportlichen Kenntnisse erwarb er sich auf der großen Wiese hinter dem ehemaligen Bayernplatz an der Clemensstraße, wo er beim FC Vulkan, einem spielstarken Wiesenklub, spielte, dessen Mannschaft aus lauter talentierten Mittelschülern bestand. Den Bayern gegenüber verhielten sich die Vulkanleute sehr ablehnend und so wanderte der größte Teil von denen zunächst zum FC Union, dem Vorläufer des späteren FC Teutonia ab, von wo er dann mit einigen weiteren seiner Sportkameraden zu den Bayern wechselte.
Am 15. August 1910 debütierte er als Mittelstürmer in der Kampfmannschaft des FC Bayern im mit 2:1 gewonnenen Spiel um die Bayerische Meisterschaft 1910/11, die die Bayern schließlich souverän gewinnen konnten. Im Kampf um die Süddeutsche Meisterschaft scheiterte der FC Bayern aber klar am vom berühmten William Townley trainierten Karlsruher FV. Während des Ersten Weltkrieges, bei dem er später auch in Gefangenschaft geriet, konnte sich Schneider wegen eines Ingenieurstudiums nicht am Spielbetrieb beteiligen. Nach dem Krieg gewann er mit Bayern noch die Südbayerische Meisterschaft 1919/20, die für die Gruppenspiele um die Süddeutsche Meisterschaft qualifizierte, wo der Freiburger FC aber zu stark für die Bayern war. Auch gewann er die Südbayerische Meisterschaft 1922/23. Danach verloren die Bayern aber die Spiele um die bayerische Meisterschaft klar mit 1:2 und 0:5 gegen die SpVgg Fürth, eine der großen Mannschaften jener Jahre. Zwischen 1921 und 1922 war Schneider Spielertrainer des FC Bayern München.
Schneider trat für die Bayern bis 1925 in insgesamt 249 Spielen an, davon in 75 als Stürmer, 66 als Mittelläufer und 108 als Verteidiger. Als solcher erlangte er auch internationalen Ruf. So stand er in der deutschen Mannschaft 1920 gegen die Schweiz und gegen Ungarn, 1921 abermals gegen Ungarn im Felde. Süddeutschland vertrat er 12 Mal, so 1913 gegen Westdeutschland und Mitteldeutschland, 1919 gegen Norddeutschland, gegen Österreich und gegen Mitteldeutschland, 1920 gegen Österreich zweimal, gegen Mitteldeutschland und Norddeutschland, 1921 gegen Belgien und gegen Österreich.
Für seine Heimatstadt München trat er zweimal zu einem Kräftemessen mit der österreichischen Hauptstadt Wien an. Der hohen Kunst des danubischen Fußballs jener Jahre hatten die Münchner aber nur wenig entgegenzusetzen und verloren so 1913 auf der Hohen Warte in Wien mit 1:3 und 1914 in München vor 2000 Zuschauern gar mit 0:4.
Anlässlich des 25-jährigen Bestehens des FC Bayern München wurde Schneider, gemeinsam mit Max Fürst, zum Ehrenspielführer des Vereins ernannt. „Er ist zweifellos von allen Bayernspielern bisher der erfolgreichste und populärste. In der Geschichte der Bayernsportleute nimmt er unbestritten den ersten Platz ein“, wurde damals über ihn befunden.
Am 8. September 1939 beantragte Schneider die Aufnahme in die NSDAP und wurde zum 1. November desselben Jahres aufgenommen (Mitgliedsnummer 7.262.527).